# Chikkabilagunji, Sagar
Chikkabilagunji là một làng thuộc tehsil Sagar, huyện Shimoga, bang Karnataka, Ấn Độ.